# Конституція Ватикану
Основний Закон держави-міста Ватикану (італ. Legge fondamentale dello Stato della Città del Vaticano) — конституція, оприлюднена Папою Іоанном Павлом II 26 листопада 2000 року, складається з 20 статей і є вищим законом Ватикану. Він набув чинності 22 лютого 2001 року, у свято катедри Святого Петра, апостола, і замінює в повному обсязі Закон № I (Основний Закон держави-міста Ватикану від 7 червня 1929 року). Всі норми, що діють у державі-місті Ватикан, які не відповідали новому законом були скасовані, оригінал Основного Закону з печаткою держави-міста Ватикану, був переданий на зберігання до юридичного архіву держави-міста Ватикану, відповідний текст був опублікований в Додатку до Acta Apostolicae Sedis.